# Akiyama Teisuke

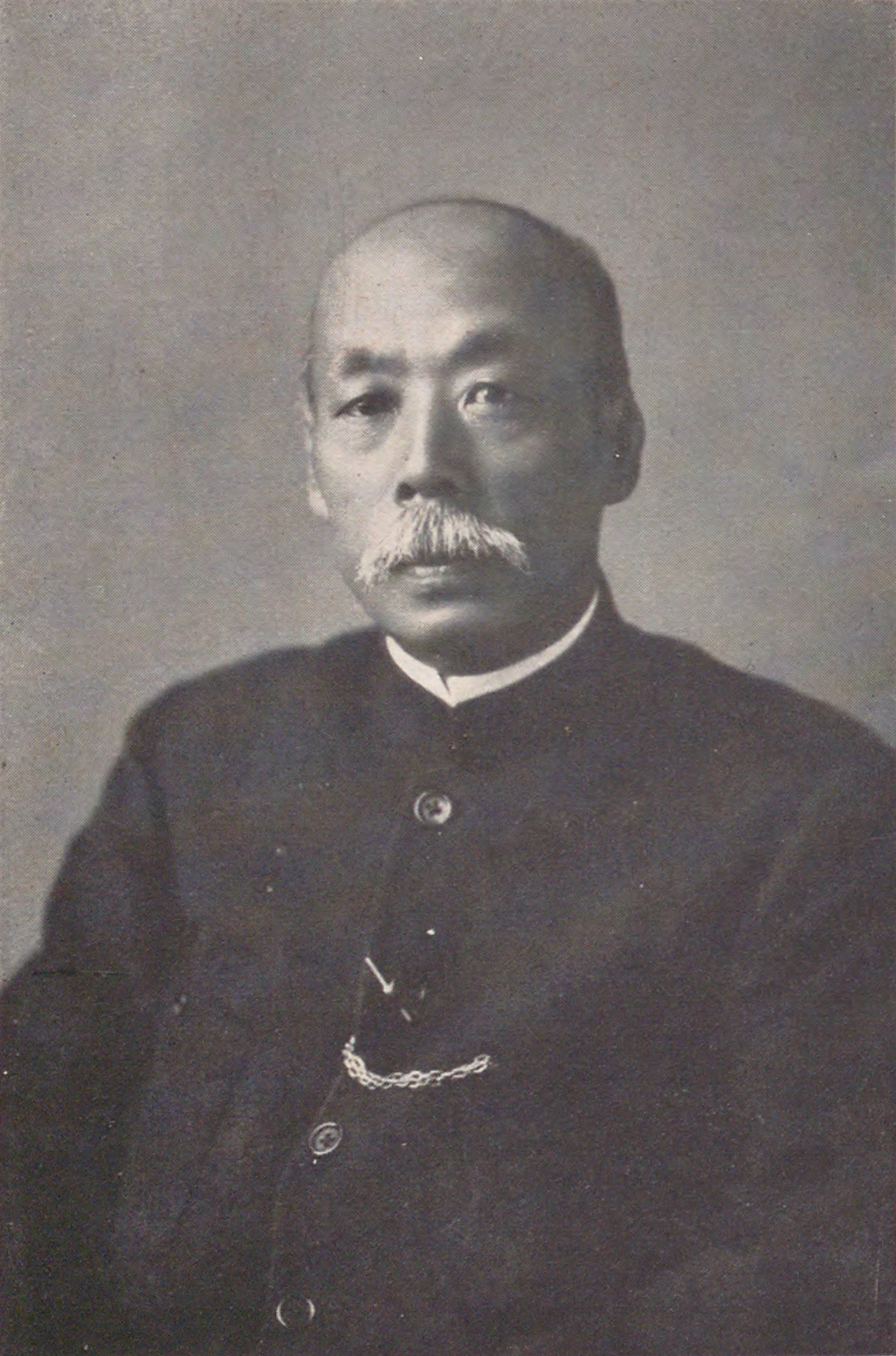
Akiyama Teisuke

Akiyama Teisuke (japanisch 秋山 定輔; geboren 24. August 1868 in Kurashiki (Provinz Bizen); gestorben 19. Januar 1950 in Atami) war ein japanischer Politiker und Verleger.

## Leben und Wirken
Akiyama Teisuke machte seinen Studienabschluss an der Universität Tokio und begann für die Regierung zu arbeiten. Er stellte dann fest, dass die Maßnahmen der Regierung  ausschließlich von Vertretern der ehemaligen Daimyō-Domänen Satsuma-han und des Chōshū-han bestimmt wurden. Darauf schied er aus der Regierung aus.
1893 begann er die Zeitung „Niroku shimbun“ (二六新報) zu publizieren. Die Zeitung ging nach eineinhalb Jahren bankrott, wurde aber ab 1900 von Neuem publiziert. Nun wurde sie zu einem Erfolg und wurde neben der Zeitung „Yorozu chōhō“ (萬朝報) zur wichtigsten Zeitung der ersten Dekade nach 1900 in Japan. 
1902 wurde Akiyama ins Unterhaus des Parlaments gewählt. Unmittelbar vor dem Russisch-Japanischen Krieg war er in den sogenannten russischen Spionagefall verwickelt und trat als Vertreter zurück. Er wirkte danach aus dem Hintergrund in der Politik. Er kannte Miyazaki Tōten, Sun Yat-sen u. a. gut und leistete einen Beitrag zu den Japanisch-Chinesischen Beziehungen.